# Mario Zurlini
Mario Zurlini (Parma, 17 marzo 1942 – Parma, 16 febbraio 2023) è stato un allenatore di calcio e calciatore italiano, di ruolo libero.

## Biografia

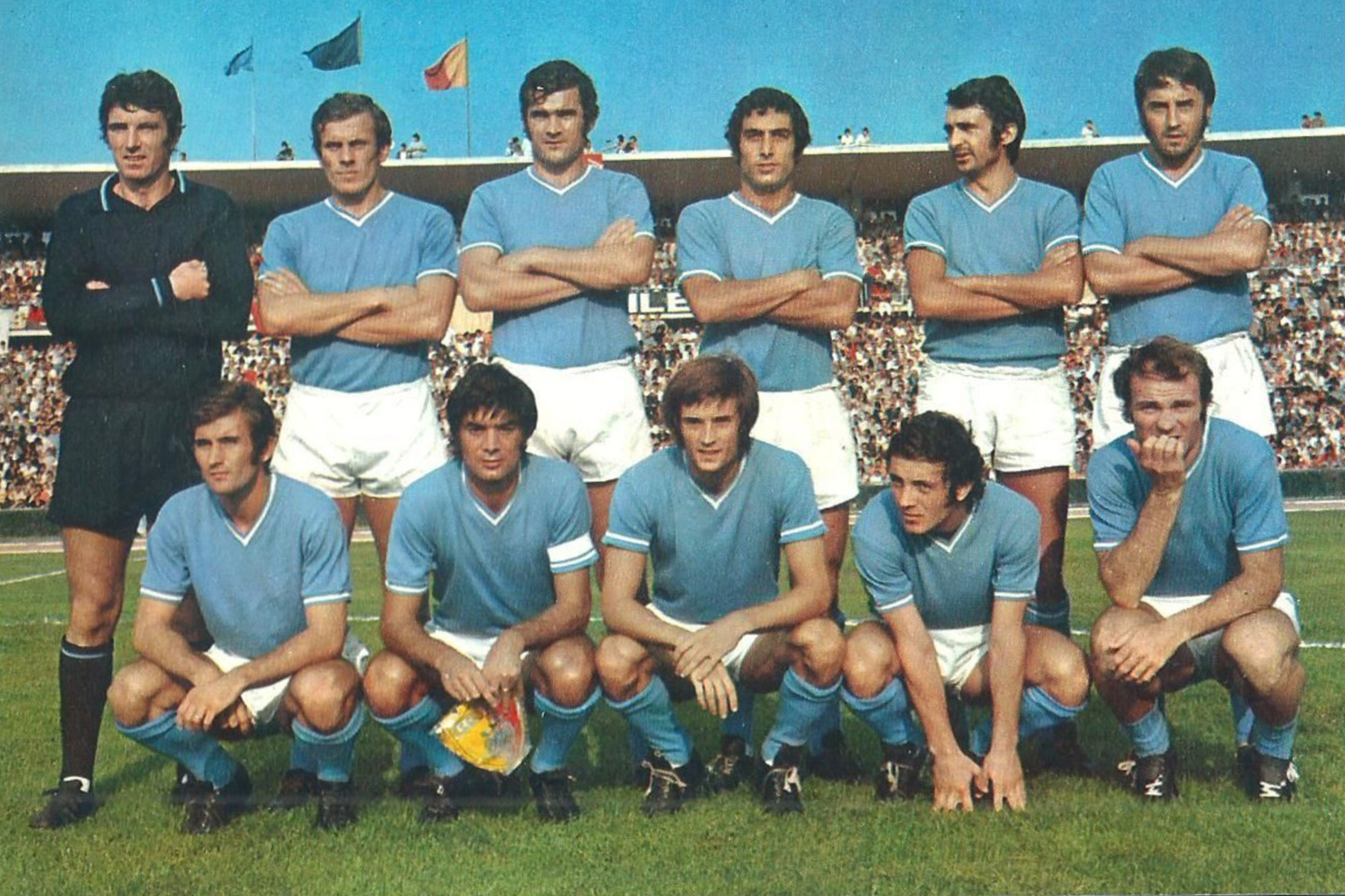
Zurlini (in piedi, primo da destra) al Napoli nel 1971

Ha iniziato la sua carriera disputando due campionati di Serie B con il Parma, formazione della sua città natale.
Nel 1964 viene ceduto al Napoli, dove disputa una stagione in Serie B e successivamente esordisce in Serie A il 20 novembre 1966 nella sconfitta interna contro la Juventus; a Napoli si impone come libero titolare a partire dalla stagione 1968-1969 formando per sei annate con lo stopper Dino Panzanato una coppia centrale efficace e ben assortita, e contribuendo attivamente alla conquista del terzo posto finale nei campionati 1970-1971 e 1973-1974.
Nel marzo del 1974, rientrando da una trasferta a Cesena, subisce un grave incidente stradale che ne compromette la prosecuzione della carriera ad alto livello. Rientrerà nel 1975 con il Matera nella doppia veste di allenatore-giocatore, vincendo il campionato di Serie D 1975-1976 e concludendo la carriera di calciatore nel campionato di Serie C 1976-1977, in cui colleziona 33 presenze e 1 rete.
Pur senza esordire mai in nazionale è stato inserito nell'elenco dei quaranta giocatori preallertati per il campionato del mondo 1970 disputato in Messico.
In carriera ha totalizzato complessivamente 182 presenze e 2 reti in Serie A (tra cui una rete nella sconfitta esterna 1-4 contro la Juventus della stagione 1970-1971), e 71 presenze e 1 rete in Serie B.
La sua carriera di allenatore si è svolta prevalentemente al Sud Italia, tra Serie C e Serie D.

## Palmarès

### Giocatore

#### Competizioni nazionali
- Campionato italiano Serie D: 1

Matera: 1975-1976 (girone H)

#### Competizioni internazionali
- Coppa delle Alpi: 1

Napoli: 1966

### Allenatore

#### Competizioni nazionali
- Campionato italiano Serie D: 1

Matera: 1975-1976 (girone H)
- Campionato Interregionale: 1

Atletico Catania: 1986-1987 (girone M)